# Blåhovedet dværgara
Blåhovedet dværgara (latin: Primolius couloni) er en papegøje, der lever i det vestlige Sydamerika.